# Nangkod
Nangkod is een bestuurslaag in het regentschap Purbalingga van de provincie Midden-Java, Indonesië. Nangkod telt 2422 inwoners (volkstelling 2010).